# Megascops barbarus
El tecolote barbudo (Megascops barbarus), también conocido como autillo barbudo, es una especie de búho de la familia Strigidae. Es nativo de Guatemala y México.
Su hábitat natural incluye bosque subtropical y bosque húmedo montano. Es medianamente amenazado por pérdida de hábitat.

## Descripción
Adultos tienen una longitud de 16 a 20 cm y alcanzan un peso de unos 70 g. Los mechones del oído son muy pequeñas.
El color del plumaje puede ser marrón claro o marrón rojizo. La cara es más clara con un borde oscuro fino. La parte superior del cuerpo tiene manchas de color marrón, blanco y negro, las manchas en el manto superior son blancas. Las plumas de los hombros tienen negro con flecos color blanquecino banderas de exterior. El pecho tiene una banda ancha de color marrón y marrón-amarillento. Los flancos y el vientre son de color blanco con franjas negruzcas en los ejes. Las alas se extienden más allá de la cola corta. El iris es de color amarillo. El pico es de color gris. Los dedos de los pies son de color gris-roseado.
Su llamado es un trino rápido y corto de 3-5 segundos de duración, su volumen aumenta al principio y al final cae abruptamente.